# PETasa
La PETasa (polietilè teraftalat-asa) és un enzim del grup de les hidrolases (EC: 3.1.1.101) descobert el 2016. Fou aïllada de l'eubacteri Ideonella sakaiensis, que utilitza el polietilè tereftalat (PET) com a font de carboni per al seu metabolisme. La PETasa degrada el PET en àcid mono(2-hidroxietil)tereftàlic (MHET), que al seu torn és escindit en àcid tereftàlic i etilenglicol per un altre enzim. Els descobridors de la PETasa creuen que podria haver evolucionat en només unes dècades a partir d'enzims que degraden la cutina.
El 2018 s'anuncià la creació accidental d'una versió millorada de la PETasa mitjançant enginyeria genètica. La forma mutant degrada el PET a una velocitat un 20% superior i podria ser capaç d'atacar també el polietilè furandicarboxilat (PEF).